# 界址镇
界址镇，是中华人民共和国广东省南雄市下辖的一个乡镇级行政单位。

## 行政区划
界址镇下辖以下地区：
界址社区、下屋村、崇化村、赵屋村、界址村、百罗村、大坑村、大坊村和马芫村。